# フロリン・チョアバ
フロリン・チョアバ（Florin Cioabă, 1954年11月17日 - 2013年8月18日）は、「ロマ民族の王」を自称したロマ系ルーマニア人。

## 生涯
1997年の父親の死去直後に「全世界のロマ民族の王」たることを宣言すると、少数ながらもロマ民族の中からこれを認める者が出た。
2003年、12歳の自分の娘を15歳のロマの少年と結婚させたことで大論争を引き起こした。批判を受け、ロマ民族の間で広く行われている児童婚の慣習を変える努力をすると宣言した。2004年、ルーマニア国政に関与するべく選挙に立候補したが、落選した。
2010年、ルーマニア社会に根深いロマ民族に対する差別を批判した米歌手マドンナに、感謝の印として金のプレートを贈る意向を示した。
2013年8月18日、トルコの病院で心臓発作により死亡、葬儀には2000人が参列した。なお葬儀の数時間前にフロリンの家族で構成された「王座会議」は、長男ドリンを「世界のロマ民族の王」、次男ダニエルを「ルーマニアのロマ民族の王」とすると宣言した。

## 家族
- 長男 ドリン・チョアバ - 「世界のロマ民族の王」
- 次男 ダニエル・チョアバ - 「ルーマニアのロマ民族の王」